# Fågelbok

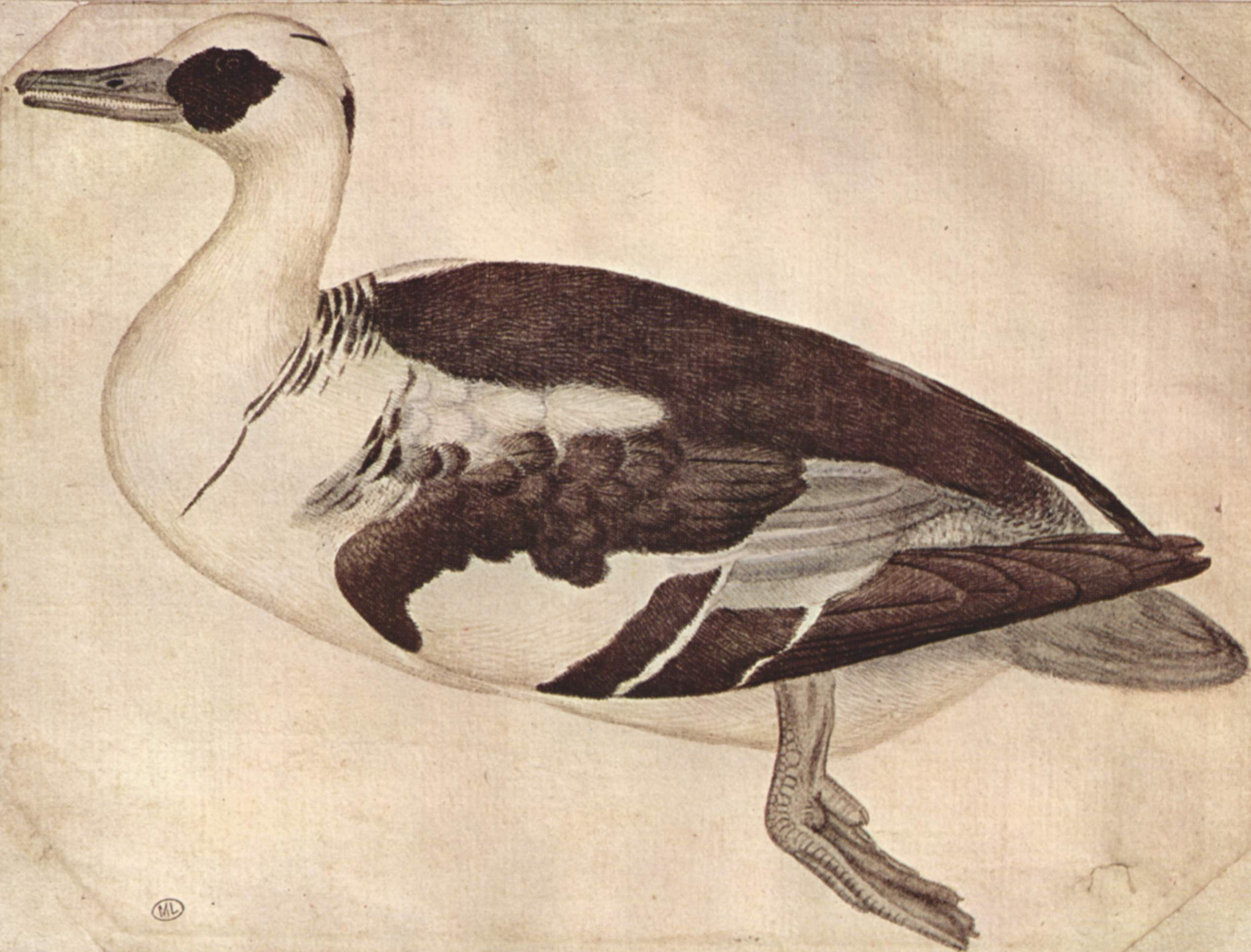
Illustration av en salskrake av Pinsanello gjord mellan 1430 och 1440

Fågelbok är en bok som på ett eller annat sätt tar upp ämnet fåglar. 
Främst använder man termen när man talar om fälthandböcker som används som hjälpmedel för artbestämning av fåglar. Den form av fälthandböcker som används idag började dyka upp kring 1700-talets andra hälft. Ett viktigt exempel bland de tidiga fälthandböckerna är den tyske ornitologen C.L Brehms Beiträge zur Vögelkunde som snarast kom att skapa en skola i hur fälthandböcker skulle se ut.

## Fågelböcker i Sverige
I Sverige var Sven Nilsson först med att skapa en fälthandbok över Skandinaviens fåglar på Svenska. Verket hette, när den kom ut första gången 1824, Svensk Ornithologi eller Beskrifning öfver Sveriges Foglar. I senare förändrade utgåvor döptes verket om till Skandinaviens fauna - Foglarna. Den första som gav sig på att producera en fälthandbok av mer modernt snitt, där fåglarna beskrevs från fältstudier snarare än av studier av skjutna eller infångade fåglar, var finländaren Ivar Hortling med sin Ornitologisk handbok som skrevs mellan åren 1929 till 1932. 
Några år senare – 1935 – publicerades Hialmar Rendahls Fågelboken – Sveriges fåglar i ord och bild, som kom att ges ut i flera reviderade utgåvor fram till 1957. 1953 publicerades första utgåvan av Erik Rosenbergs Fåglar i Sverige där framför allt beskrivningarna av fågelläten har blivit en förebild och dessa beskrivningar citeras i fågelböcker än idag. 
Idag anser många [vessleord] att Fågelguiden från 1999 med Europas och medelhavsområdets fåglar med text av Lars Svensson och Peter J Grant och med illustrationer av Killian Mullarney, Dan Zetterström och Larry McQueen är den överlägset bästa fälthandboken som avhandlar detta geografiska område.